# مقبرة قراجة أحمد
مقبرة قراجة أحمد (بالتركية: Karacaahmet Mezarlığı)‏ هي مقبرة تاريخية عمرها 700 عام، وتقع في أوسكودار في الجانب الآسيوي من إسطنبول. مقبرة قراجة أحمد هي الأقدم في إسطنبول وتبلغ 750 أكر (3.0 كـم2)، وهي أكبر مقبرة في تركيا.
سميت المقبرة على اسم رفيق محارب لأورخان الأول، السلطان العثماني الثاني، ويُعتقد أنها تأسست في منتصف القرن الرابع عشر. تشير التقديرات إلى أن أكثر من مليون شخص دفنوا في المقبرة غير الربحية.
تتألف مقبرة قراجة أحمد من 12 رزمة، كل منها مخصصة لمجموعات دينية مختلفة. لا يزال من الممكن رؤية العديد من شواهد القبور التاريخية مع نقوش مكتوبة بالأبجدية التركية العثمانية، وهي نسخة من الأبجدية العربية. المقبرة مغطاة بأشجار السرو العالية.
ضريح قراجة أحمد سلطان، وهو طبيب في القرن الثالث عشر، يقع داخل المقبرة. هناك أيضًا العديد من المقابر والمساجد التاريخية الأخرى، والتي نُقشت الكلمات العربية للمساجد خلال العصر العثماني.

## مدفونون بارزون
قائمة بالترتيب حسب سنة الوفاة.
تاريخي
- الشيخ حمد الله الأماسي (1436-1520) خطاط.
- علي باشا البندرلي (؟ - 1821)، الوزير الأعظم للسلطان محمود الثاني.
- محمد رؤوف باشا (1832 - 1908)، سرعسكر عثماني ووالي.

الأربعينات
- وهيب باشا (1877-1940)، جنرال عثماني.
- علي بك حسين زاده (1864-1940)، كاتب ومفكر وفيلسوف وفنان وطبيب أذربيجاني، وكان منشئ علم أذربيجان الحديث.

الخمسينات
- رشاد نوري كنتكين (1889–1956)، روائي.
- كفر طيار إيغيلمز (1877–1958).
- عثمان زكي أنجور (1880–1958)، ملحن وهو القائد الأول للأوركسترا السيمفونية الرئاسية.

الستينات
- الخطاط ماجد بك الزهدي (1891-1961)
- صفية إيرول (1902-1964)، روائية.
- فكرت معلا صايغي ( 1903-1967 )، رسام.

السبعينات
- حسين نيهال أتسز (1905-1975)، كاتب وطني وروائي وشاعر وفيلسوف.

الثمانينات
- برهان فيليك (1889–1982) صحفي.
- أوكتاي رفعت هوروزكو (1914-1988)، شاعر.
- عمر بونكوك (1917-1988)، لاعب كرة قدم ومعلم في مدرسة ثانوية.

التسعينات
- حمية يوسيس (1915-1996)، مغنية للموسيقى الكلاسيكية العثمانية.

عقد 2000
- جيم كاراجا (1945-2004)، موسيقي الروك.
- نزيه فيرانيالي (1925-2004)، طيار.
- عارف ماردين (1932-2006)، منتج موسيقي أمريكي تركي.
- نوخيت رواكان (1951-2007) مغنية جاز.[1]
- مصطفى شكيب بيرغول (1903-2008)، عقيد متقاعد وآخر قدامى المحاربين في حرب الاستقلال التركية.
- فاضل حسني داغلرجه (1914-2008) شاعر.
- غضنفر أوزجان (1931-2009)، ممثل.

عقد 2010
- إسين أفشار ( 1936-2011 ) مغنية وممثلة مسرحية.
- سايت مادن (1931-2013)، مترجم وشاعر ورسام ومصمم جرافيك.
- أوكتاي سنان أوغلو (1935-2015)، كيميائي نظري.
- تحسين شاهينكايا (1925-2015)، جنرال بالقوات الجوية وأحد القادة الخمسة للانقلاب العسكري عام 1980.
- إبراهيم عرقال (1966-2017)، مغني وكاتب أغاني.[2]
- كان بارتو (1936-2019)، لاعب كرة سلة ولاعب كرة قدم وكاتب عمود.[3]
- سليمان توران (1936-2019)، ممثل مسرحي وممثل أفلام.[4]
- يسار بويوكانيت (1940-2019)، رئيس الأركان العامة السابق للقوات المسلحة التركية.[5]

## الأضرار من مشروع مرمرة
بحلول يونيو 2007، حدث انبعاج بقطر 1.5 متر وعمق 4 أمتار بالقرب من جدار المقبرة، والذي نتج عن أعمال الحفر في نفق مشروع مرمرة. ووردت أنباء عن تضرر بعض المقابر.